# Itai no wa Iya nano de Bōgyoryoku ni Kyokufuri Shitai to Omoimasu.
Itai no wa Iya nano de Bōgyoryoku ni Kyokufuri Shitai to Omoimasu. (痛いのは嫌なので防御力に極振りしたいと思います。) là một sê-ri light novel Nhật Bản được viết bởi Yuumikan và minh họa bởi Koin. Câu chuyện kể về cuộc phiêu lưu của Kaede cùng cô bạn Risa trong một trò chơi VR nhập vai mang tên NewWorld Online. Khởi đầu là một web novel được đăng vào năm 2016 trên website Shōsetsuka ni Narō, tiểu thuyết được Fujimi Shobo xuất bản thành một series light novel kể từ tháng 9 năm 2017 dưới ấn hiệu Kadokawa Books. 
Phiên bản manga vẽ bởi Oimoto Jirō đăng trên tạp chí seinen manga Comp Ace của Kadokawa Shoten kể tháng 5 năm 2018. Phiên bản anime sản xuất bởi Silver Link phát sóng từ tháng 1 năm 2020 và mùa hai đã phát hành từ tháng 1 năm 2023. Tại Việt Nam, anime được kênh YouTube Muse Việt Nam (trực thuộc Muse Communication) mua bản quyền và công chiếu dưới nhan đề Vì mình chẳng muốn bị đau nên mình sẽ nâng tối đa lực phòng ngự.

## Nội dung
Kaede Honjō, một cô gái bình thường được một người bạn của cô, Risa –  mời chơi một game VR MMORPG tên NewWorld Online. Với cái tên Maple trong game, cô bắt đầu trò chơi với quan điểm không muốn hại sinh vật nào, Maple chọn một chiếc khiên và bắt đầu biến những điểm cô nhận được thành điểm phòng thủ, tiếp tục nhận nhiều kĩ năng khác nhau.
Khi một lần đánh bại con rồng độc trong hang động, cô nhận được phần thưởng là áo giáp cùng chiếc khiên mạnh mẽ mang phong cách của con rồng. Dù có tốc độ di chuyển chậm và thiếu ma thuật, cô sở hữu khả năng phòng thủ cao, trở thành một trong những người chơi đứng đầu game, đứng vị trí thứ ba trong một sự kiện. Sau khi cô bạn Risa, với tên trong game là "Sally", tham gia phiêu lưu cùng Kaede với biệt danh game "Maple", cả hai dần sau này nhận được sự chú ý lớn từ các người chơi kể cả quản trị viên game.

## Nhân vật
Maple (メイプル Meipuru) / Honjō Kaede (本条 楓)
Lồng tiếng bởi: Hondo Kaede
Sally (サリー Sarī) / Shiramine Risa (白峯 理沙)
Lồng tiếng bởi: Noguchi Ruriko
Kanade (カナデ)
Lồng tiếng bởi: Arai Satomi
Kasumi (カスミ)
Lồng tiếng bởi: Hayami Saori
May (マイ Mai)
Lồng tiếng bởi: Kakuma Ai
Yui (ユイ)
Lồng tiếng bởi: Suwa Nana
Kuromu (クロム Kuromu)
Lồng tiếng bởi: Sugiyama Noriaki
Iz (イズ Izu)
Lồng tiếng bởi:  Satō Satomi
Pain (ペイン Pein)
Lồng tiếng bởi: Ono Kenshō
Dred (ドレッド Doreddo)
Lồng tiếng bởi:  Yamazaki Takumi
Fredrica (フレデリカ Furederika)
Lồng tiếng bởi:  Taketatsu Ayana
Drag (ドラグ Doragu)
Lồng tiếng bởi: Canna Nobutoshi
Mi (ミィ Mī)
Lồng tiếng bởi:  Satō Rina
Shin (シン)
Lồng tiếng bởi:  Yamaguchi Kappei
Marcus (マルクス Marukasu)
Lồng tiếng bởi:  Ishida Akira
Mizari (ミザリー Mizarī)
Lồng tiếng bởi: Minaguchi Yūko
Drazō (ドラぞう Dorazō)
Lồng tiếng bởi: Tango SakuraZ

## Truyền thông

### Light novel
Series ban đầu được viết bởi Yuumikan trên web novel Shōsetsuka ni Narō, nhận được 60 triệu lượt xem trang. Một năm sau, nhà xuất bản Fujimi Shobo in ấn thành light novel dưới ấn hiệu Kadokawa Books, với tập đầu tiên phát hành vào tháng 9 năm 2017, tính tới cuối 2018 đã bán 250.000 bản.
| #  | Ngày phát hành    | ISBN              |
| -- | ----------------- | ----------------- |
| 1  | 8 tháng 9, 2017   | 978-4-04-072441-6 |
| 2  | 10 tháng 12, 2017 | 978-4-04-072443-0 |
| 3  | 10 tháng 4, 2018  | 978-4-04-072688-5 |
| 4  | 10 tháng 8, 2018  | 978-4-04072697-7  |
| 5  | 10 tháng 12, 2018 | 978-4-04-072698-4 |
| 6  | 10 tháng 4, 2019  | 978-4-04-073115-5 |
| 7  | 9 tháng 8, 2019   | 978-4-04-073116-2 |
| 8  | 10 tháng 12, 2019 | 978-4-04-073117-9 |
| 9  | 10 tháng 3, 2020  | 978-4-04-073118-6 |
| 10 | 7 tháng 8, 2020   | 978-4-04-073759-1 |
| 11 | 9 tháng 1, 2021   | 978-4-04-073760-7 |
| 12 | 10 tháng 8, 2021  | 978-4-04-074129-1 |
| 13 | 10 tháng 3, 2022  | 978-4-04-074131-4 |
| 14 | 10 tháng 8, 2022  | 978-4-04-074630-2 |
| 15 | 10 tháng 1, 2023  | 978-4-04-074812-2 |
| 16 | 10 tháng 8, 2023  | 978-4-04-075096-5 |
| 17 | 8 tháng 3, 2024   | 978-4-04-075348-5 |
| 18 | 9 tháng 8, 2024   | 978-4-04-075565-6 |
| 19 | 10 tháng 3, 2025  | 978-4-04-075848-0 |

### Manga
Một bản manga vẽ bởi Oimoto Jirō đăng tuần tự trên tạp chí về seinen manga Comp Ace của Kadokawa Shoten.
| # | Ngày phát hành    | ISBN              |
| - | ----------------- | ----------------- |
| 1 | 24 tháng 11, 2018 | 978-4-04-107718-4 |
| 2 | 26 tháng 8, 2019  | 978-4-04-108577-6 |
| 3 | 22 tháng 2, 2020  | 978-4-04-108578-3 |
| 4 | 26 tháng 1, 2021  | 978-4-04-110920-5 |
| 5 | 26 tháng 10, 2021 | 978-4-04-111912-9 |
| 6 | 26 tháng 8, 2022  | 978-4-04-111913-6 |
| 7 | 25 tháng 2, 2023  | 978-4-04-113329-3 |
| 8 | 25 tháng 11, 2023 | 978-4-04-114355-1 |

### Anime
Bản anime được thông báo bởi Kadokawa vào 6 tháng 12 năm 2018. Được sản xuất bởi xưởng phim Silver Link, do Ōnuma Shin đạo diễn và Minato Mirai biên kịch, với Shimo Fumihiko lo phần âm nhạc và Hirata Kazuya thiết kế nhân vật. Anime được phát sóng truyền hình kể từ ngày 8 tháng 1 năm 2020 trên các kênh AT-X, ABC, Tokyo MX, TVA và BS11. Afilia Saga biểu diễn bài hát mở đầu "Kyūkyoku Unbalance" (究極アンバランス!) và đối với Sasaki Riko thực hiện bài hát cuối phim "Play the World." Mùa thứ hai được lên kế hoạch sau khi thông báo trong đoạn cuối của tập 12.

### Trò chơi điện tử
Series được sản xuất thành một trò chơi di động bởi D-Techno phát cho hệ điều hành Android và iOS vào ngày 9 tháng 1 năm 2020, đến ngày 21 tháng 9 năm 2021 tựa game này chính thức đóng cửa sau khoảng 1 năm hoạt động.